# Dniprova Chajka
Dniprova Chajka (ukrainska: Дніпрова Чайка) var pseudonymen för Ljudmyla Vasylevska (ukrainska: Людмила Василевська), född 20 oktober 1861 i Karlivka, död 13 mars 1927 i Hermanivka, var en ukrainsk pedagog och författare.
Hon var dotter till en rysk bypräst och en ukrainsk mor, hon föddes som Ljudmyla Berezina (ukrainska: Людмила Березіна) i Karlivka (sedan 1945 Zelenyj Jar, i nuvarande Domanivskyj rajon, Mykolajiv oblast i södra Ukraina) och utbildades vid ett privat gymnasium i Odessa. Hon arbetade som privatlärare och undervisade sedan i en byskola och senare i en gymnasieskola. Hon sammanställde ukrainska folksånger och muntlig tradition. 1885 gifte hon sig med Teofan Vasylevsky, en ukrainsk historiker och patriot. Eftersom ukrainska nationalister undertrycktes inom ryska kejsardömet, var paret ofta under polisövervakning och 1905 konfiskerades Vasylevskas skrifter.
Hennes första dikter och noveller publicerades i tidskrifter i Ukraina. Hon skrev också dikter och sagor för barn och libretton till ett antal barnoperetter; partituren skrevs av Mykola Lysenko. Vasylevska skrev även poesi på ryska och översatte svensk och rysk litteratur till ukrainska.
Hon och hennes man separerade sedan deras barn hade vuxit upp.
Vasylevska dog i Hermanivka (nu i Obuchivskyj rajon, Kiev oblast) vid 65 års ålder. En samling av hennes verk publicerades 1929 och en annan 1931. Hennes verk översattes till engelska för samlingen In the Dark of the Night (1998).